# Кошаркашка репрезентација Југославије на светским првенствима
Кошаркашка репрезентација Југославије на Светским првенствима је освојила прво место на 5 првенстава и тако је тренутни рекордер по броју титула, испред репрезентација Совјетског Савеза и Сједињених Америчких Држава. Први пут појавила на првом Светском првенству у Аргентини 1950, а задњи пут је учествовала на Светском првенству у Сједињеним Америчким Државама 2002.

## Аргентина, 1950.
После отказа Италије, репрезентација Југославије је позвана да учествује на првом Светском првенству 1950. у Аргентини. Екипа је на брзину скупљена и без припрема и селектора је отпутовала у Буенос Ајрес. Југославија је освојила последње, 10. место.
Остало је забележено у историји југословенске кошарке да је први кош на Светским првенствима за југословенски национални тим постигао Небојша Поповић, који је у Аргентини био и играч и тренер „плавих“. Поред Поповића у репрезентацији је био и Бора Станковић, касније дугогодишњи генерални секретар ФИБА, а тим су још чинили: Лоци, Демшар, Александар Гец, Калембер, Ласло Енглер, Соколовић, Новаковић, Блашковић, Амон и Радојчић.
Прва титула светског првака припала је домаћину Аргентини, а на победничко постоље попели су се и играчи Сједињених Држава и Чилеа.

## Бразил, 1954.
Ни друго Светско првенство 1954. у Бразилу није резултатски прошло много боље за „плаве“. Ипак, Југославија је овде остварила прву победу на овом такмичењу и то против Перуа резултатом 86:84. Једна победа је била довољна за 11. место у Бразилу. На трон су се први пут попели Американци, други је био Бразил, а бронзана медаља припала је репрезентацији Филипина.

## Чиле, 1959.
Светско првенство 1959. у Чилеу је једно од два Светска првенства које је Југославија пропустила. Светски првак је постао Бразил, Американци су освојили своје друго сребро, а Чиле своју прву бронзу.

## Бразил, 1963.
По други пут за девет година Светско првенство је одржано у Бразилу. За разлику од 1954. године и 11. места, Југославија је у Рио де Жанеиру стигла до прве медаље на Светским првенствима. Југославија је у Бразил отпутовала као вицешампион Европе, а сребрна медаља на Европско првенство 1961. које је одржано у Београду, била је прва медаља коју је југословенска репрезентација освојила на неком великом такмичењу.
Те 1963. године репрезентацију је водио професор Александар Николић. Александар Николић је у Бразил повео: Радивоја Кораћа, Ђурића, Данеуа, Ковачића, Ђерђу, Николића, Ајзелта, Петричевића, Рајковића, Гордића, Ражнатовића и Владимира Цветковића. Биланс од осам победа, уз пораз од Бразила (71:90), био је довољан за друго место.
Бразилци су одбранили титулу освојену 1959. године у Чилеу, а треће место припало је тадашњем Совјетском Савезу, који је на том Светском првенству претрпео први пораз на великом такмичењу од Југославије. Било је 69:67 за изабранике Александра Николића.

## Уругвај, 1967.
Генерацији која је освојила сребро у Бразилу прикључени су млађи играчи као што су Петар Сканси, Крешимир Ћосић, Рато Тврдић и Иво Данеу и успех је поновљен. И у Уругвају је Југославија завршила на другом месту, овога пута иза Совјетског Савеза, а испред Бразила. Иво Данеу је проглашен за најбољег играча Светског првенства.

## Југославија 1970.
После пет Мундијала организованих на тлу Јужне Америке, организација светског првенства је припала Југославији. За домаћина завршнице 6. светског првенства изабрана је Љубљана. После две сребрне медаље нација је очекивала злато. Селектор Ранко Жеравица и играци: Крешимир Ћосић, Петар Сканси, Љубодраг Симоновић, Никола Плећаш, Винко Јеловац, Рато Тврдић, Драган Капичић, Драгутин Чермак, Рајковић, Дамир Шолман, Аљоша Жорга и Данеу су се потрудили да се то и догоди.
Захваљујући тадашњем систему такмичења, златна медаља је обезбеђена коло пре краја такмичења, победом над Американцима од 76:63. Ни пораз од Совјетског Савеза у последњем колу није помутио велико славље Југословена.
На путу до своје прве златне медаље „плави“ су редом побеђивали Италију 66:63, Бразил 80:55, Чехословачку 94:84, Уругвај 63:45, Сједињене Америчке Државе 70:63, да би у последњем колу били поражени од Совјетског Савеза 72:87. Сребрну медаљу је освојио Бразил, а бронзану Совјетски Савез.

## Порторико, 1974.
За Светско првенство 1974. у Порторику је извршена смена генерације и шансу по први пут на Светским првенствима добијају два будућа велика аса Драган Кићановић и Дражен Далипагић. Од старта првенства било је јасно да ће медаље између себе поделити Југославија, СССР и САД.
„Плави“ побеђују Совјете са 82:79, али губе од Американаца резултатом 88:91, што ће их коштати одбране титуле. На трон се по други пут пење СССР, Југославија осваја своје треће сребро, а бронза припада Американцима.

## Филипини, 1978.
Осмо Светско првенство које је одржано у главном граду Филипина, Манили, протекло је у потпуној доминацији Југославије. Професор Александар Николић се вратио на клупу „плавих“ и окупио екипу која ће касније добити епитет „златна генерација“. Дражен Далипагић, Драган Кићановић, Ратко Радовановић, Петер Вилфан, Зоран Славнић, Мирза Делибашић, Бранко Скроче, Крешимир Ћосић, Дује Крстуловић, Жељко Јерков, Рајко Жижић и Андро Кнего су до златне медаље стигли без пораза.
По први пут се на Мундијалу играло по новом систему, који је предвиђао финалну утакмицу. После девет убедљивих победа (Сенегал 99:64, Јужна Кореја 121:85, Канада 105:95, Филипини 117:101, Италија 108:76, САД 100:93, СССР 105:92, Бразил 91:87, Аустралија 105:101), Југославија се у финалу састала са кошаркашима Совјетског Савеза. Александар Гомељски и његови пулени поражени су у узбудљивој завршници са 82:81 и победнички пехар се по други пут нашао у рукама југословенских кошаркаша. Треће место је припало репрезентацији Бразила, а трофеј намењен најбољем играчу и стрелцу првенства заслужио је Дражен Далипагић.

## Колумбија, 1982.
После тријумфа у Манили и првог и јединог олимпијског злата које је 1980. године освојено на Олимпијским играма у Москви, на Светком првенству у Колумбији Југославија није могла даље од трећег места.
Континуитет медаља је настављен, али злато отишло вечитим ривалима. Репрезентација Совјетског Савеза је постала прва којој је успело да по трећи пут освоји титулу светског шампиона, а своје треће сребро у Колумбији су освојили Американци.

## Шпанија, 1986.
На јубиларно 10. Светско првенство Југославија је отишла у подмлађеном саставу. Иако млад, Дражен Петровић је већ стекао репутацију сјајног играча, а селектор Крешимир Ћосић је у Шпанију повео и 18-годишњег дебитанта Владе Дивца. Овај Мундијал остаће упамћен по полуфиналној утакмици између Југославије и СССР и једном од најневероватнијих преокрета у историји светских шампионата.
„Плави“ су педесетак секунди пре краја водили са девет поена разлике и били једном ногом у финалу. Тада на сцену ступају Арвидас Сабонис, Хомичус и Валтерс и са три тројке успевају да изборе продужетке. „Плави“ у додатних пет минута не успевају да изађу из шока, а Сабонис и другови побеђују са 90:91.
Као утеха је стигла победа над Бразилом у мечу за 3. место од 117:91 и титула најбољег играча првенства која је отишла у руке Дражена Петровића. Американци су у финалу били бољи од Совјетског Савеза и освојили су своје друго злато.

## Аргентина, 1990.
Своју трећу титулу светског првака Југославија је освојила у Аргентини 1990. године. „Плави“ су у Буенос Ајрес отишли под вођством Душана Ивковића, а састав су чинили: Дражен Петровић, Велимир Перасовић, Зоран Чутура, Тони Кукоч, Жарко Паспаљ, Јуре Здовц, Радисав Ћурчић, Жељко Обрадовић, Владе Дивац, Аријан Комазец, Зоран Савић и Зоран Јовановић (који је дошао као замена за повређеног Дина Рађу).
Југославија је савладала Венецуела 92:84, Ангола 83:77, Бразил 105:86, Совјетски Савез 100:77 и Грчка 77:67. Једини пораз будућим шампионима нанео је Порторико 75:82. У полуфиналу су савладани кошаркаши Сједињених Држава са 99:91, да би у финалу „плави“ победили Совјетски Савез са 92:75. За најбољег играча првенства проглашен је Тони Кукоч.